# Bad For You
Bad For You è un singolo del rapper statunitense Lil Tracy, pubblicato il 30 agosto 2019

## Tracce
1. Bad For You – 1:58